# From the Beginning (Small Faces)
From the Beginning is een compilatiealbum van de Britse rockgroep Small Faces. Het werd op 2 juni 1967 uitgegeven door Decca Records. Deze plaat was een poging van Decca om te concurreren met Immediate Records, het platenlabel waar de band indertijd naar was overgestapt en waarop hun tweede studioalbum, Small Faces (eveneens in juni 1967), werd uitgegeven. In het Verenigd Koninkrijk bereikte From the Beginning de zeventiende plaats in de hitlijst.

## Tracklist
| Nr. | Titel                           | Schrijver(s)                | Duur |
| --- | ------------------------------- | --------------------------- | ---- |
| 1.  | Runaway                         | Max Crook, Del Shannon      | 2:47 |
| 2.  | My Mind's Eye                   | Ronnie Lane, Steve Marriott | 2:01 |
| 3.  | Yesterday, Today & Tomorrow     | Lane, Marriott              | 1:53 |
| 4.  | That Man                        | Lane, Marriott              | 2:14 |
| 5.  | My Way of Giving                | Lane, Marriott              | 1:58 |
| 6.  | Hey Girl                        | Lane, Marriott              | 2:15 |
| 7.  | (Tell Me) Have You Ever Seen Me | Lane, Marriott              | 2:17 |

| Nr. | Titel                               | Schrijver(s)                | Duur |
| --- | ----------------------------------- | --------------------------- | ---- |
| 8.  | Come Back and Take This Hurt Off Me | Don Covay, Ron Miller       | 2:17 |
| 9.  | All or Nothing                      | Lane, Marriott              | 3:03 |
| 10. | Baby Don't You Do It                | Holland-Dozier-Holland      | 2:01 |
| 11. | Plum Nellie                         | Lane, Marriott              | 2:31 |
| 12. | Sha-La-La-La-Lee                    | Kenny Lynch, Mort Shuman    | 2:54 |
| 13. | You've Really Got a Hold on Me      | Smokey Robinson             | 3:16 |
| 14. | Whatcha Gonna Do About It           | Lane, Marriott, Ian Samwell | 1:57 |

## Musici
- Kenney Jones - drums, zang
- Ronnie Lane - basgitaar, zang
- Steve Marriott - gitaar, zang
- Ian McLagan - toetsen
- Jimmy Winston - orgel, zang